# San Antonio (El Salvador)
San Antonio o San Antonio del Mosco es un distrito en el municipio de San Miguel Norte en el departamento de San Miguel en la zona oriental de El Salvador. Está limitado por los siguientes municipios: al norte, por la República de Honduras, al este, por Torola, San Simón y San Isidro (departamento de Morazán); al sur, por San Simón y al oeste, por Carolina.
Es el distrito con la menor superficie del departamento siendo esta de 16,9 km² y su población de 5.941 habitantes.
La cabecera de este distrito es la ciudad de San Antonio, situada a 400 metros sobre el nivel del mar, y a 40,9 km al norte de la ciudad de San Miguel. Las fiestas patronales las celebran del 12 y 13 de junio en honor de san Antonio y las titulares el 30 de enero en honor al Señor de los Milagros; sus calles adoquinadas y adoquinado mixto, el pueblo se divide en los barrios: El Calvario, El Centro, y La Cruz.

## Geografía
El clima del distrito en su mayor parte es cálido, pertenece al tipo de tierra caliente. El monto pluvial anual oscila entre 2,000 y 2,600 milílitros.
La vegetación está constituida por bosque húmedo subtropical y bosque muy húmedo subtropical. Las especies arbóreas más notables son: quebracho, conacaste, guanacaste, caoba, ceibo, almendro de río y frutales.
Predomina los tipos de lava andesitica, aluviones con intercalaciones de materiales piroclasticos, y riolitas andesiticas.
Los tipos de suelo que se encuentran en el municipio son: Latosoles arcillo rojizos y litosoles, en áreas pedregosas superficiales, de onduladas, a montañosas muy accidentadas.
Los productos agrícolas más cultivados en el distrito son: granos básicos,  hortalizas y frutas. En el rubro pecuario existe la crianza de ganado bovino y porcino, como también la avicultura y apicultura.
| Noroeste: Carolina | Norte: Colomoncagua | Noreste: Torola          |
| Oeste: Carolina    |                     | Este: Torola, San Isidro |
| Suroeste: Carolina | Sur: San Simón      | Sureste: San Isidro      |

## Historia
Por decreto legislativo de 10 de abril de 1905 se extinguió este municipio, incorporándose como cantón a la villa de Cacahuatique, pero por ley de 21 de abril de 1906 San Antonio se erigió nuevamente en pueblo. Finalmente se volvió un distrito dentro del municipio de San Miguel Norte después de las elecciones del 2024.

## Toponimia
Su nombre honra a San Antonio, santo de la iglesia católica.

## Economía
La principal industria del distrito lo constituye la elaboración de petates, el cultivo de tule y maíz, la crianza de ganado bovino y porcino.; la actividad comercial la realiza con las cabeceras municipales de: San Simón (Dpto. de Morazán), Carolina, Ciudad Barrios y otras.
El pueblo de San Antonio se comunica por carretera de tierra con las cabeceras distritales de Ciudad Barrios y por Carolina lo hace por carretera de concreto.